# Duché de Liegnitz
1248–1675
Entités précédentes :
- Duché de Silésie

Entités suivantes :
- Couronne de Bohême

Le duché de Liegnitz (en polonais : Księstwo Legnickie, en tchèque : Lehnické knížectví, en allemand : Herzogtum Liegnitz) est un ancien duché vassal silésien dont la capitale était Liegnitz, ville de Basse-Silésie. Né en 1248 lors de la séparation du duché de Silésie, fief du royaume de Pologne sous la dynastie Piast, il était soumis à la suzeraineté de la couronne de Bohême à partir de 1329. Lorsque, en 1675, la ligne masculine des ducs de Liegnitz s'éteignit, leurs territoires par le droit de déshérence reviennent aux roi de Bohême.

## Histoire

### Duché Piast

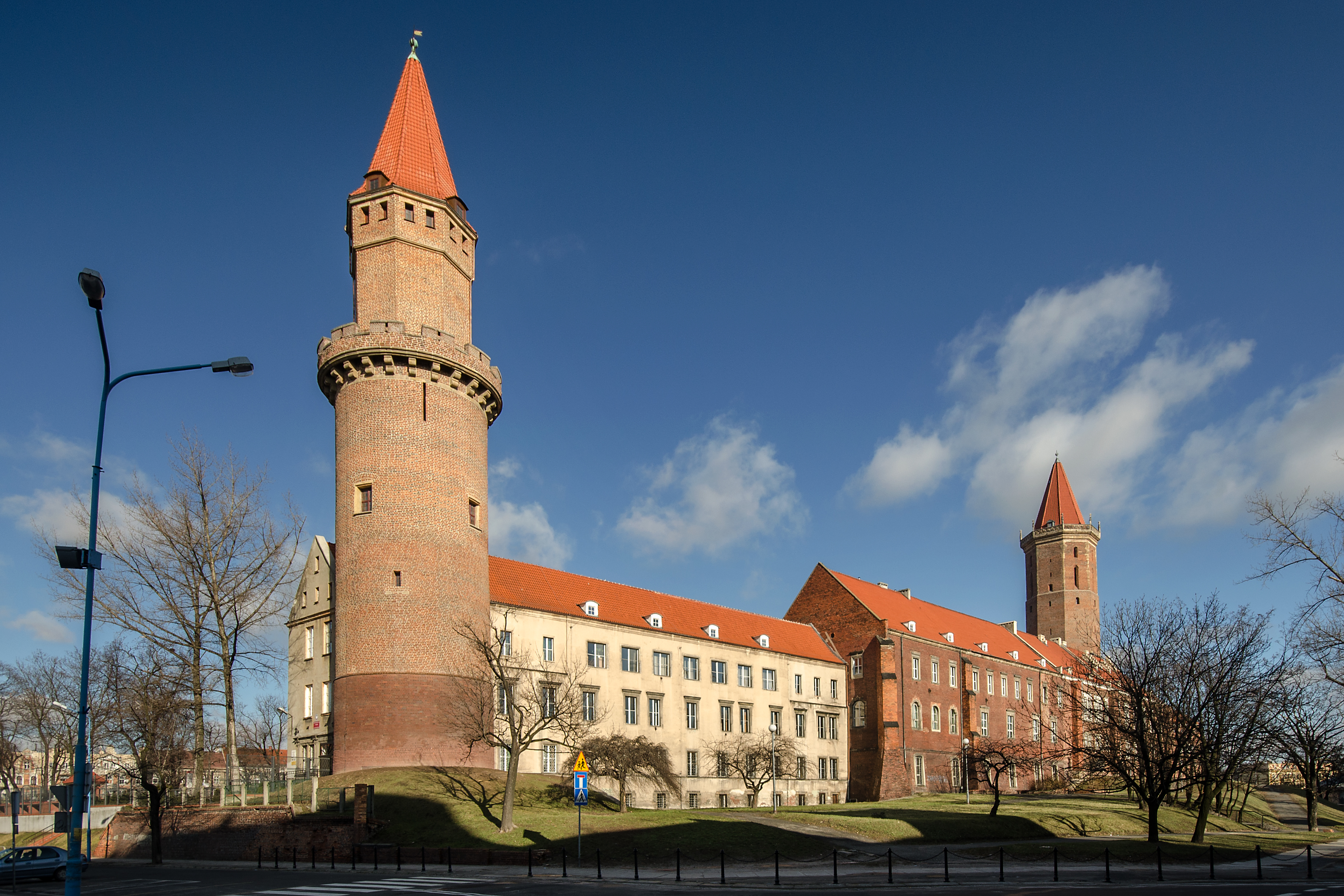
Le château Piast de Liegnitz.

Appartenant originellement au duché de Silésie (avec la résidence à Wrocław), possession des Piast, l’espace autour de Liegnitz est devenu un territoire séparé après la mort du duc Henri II le Pieux à la bataille de Legnica contre les Mongols en 1241. Son fils aîné, Boleslas II le Chauve, s'est tout d'abord chargé de lui succéder mais, en 1248, devait partager le pouvoir avec son frère Henri III le Blanc. 
Après la partition de la Basse-Silésie, Boleslas conserve les territoires autour de Liegnitz dans le nord-ouest, alors que Henri gouvernait à Wrocław. En outre il devait céder les domaines de Głogów à son frère cadet Conrad II en 1251.
À la mort de Boleslas II, en 1278, son fils aîné, Henri V le Gros, éduqué à la cour du roi Ottokar II de Bohême, reçoit le duché de Liegnitz. Il a dû céder la seigneurie de Jawor à ses frères; néanmoins, après le décès de son cousin Henri IV le Juste en 1290, il a pu récupérer le duché de Wrocław avec l'aide du roi Venceslas II de Bohême, fils d'Ottokar II. Après la mort d'Henri V en 1296, Venceslas a repris également la tutelle de ses héritiers mineurs.

### Sous la couronne de Bohême

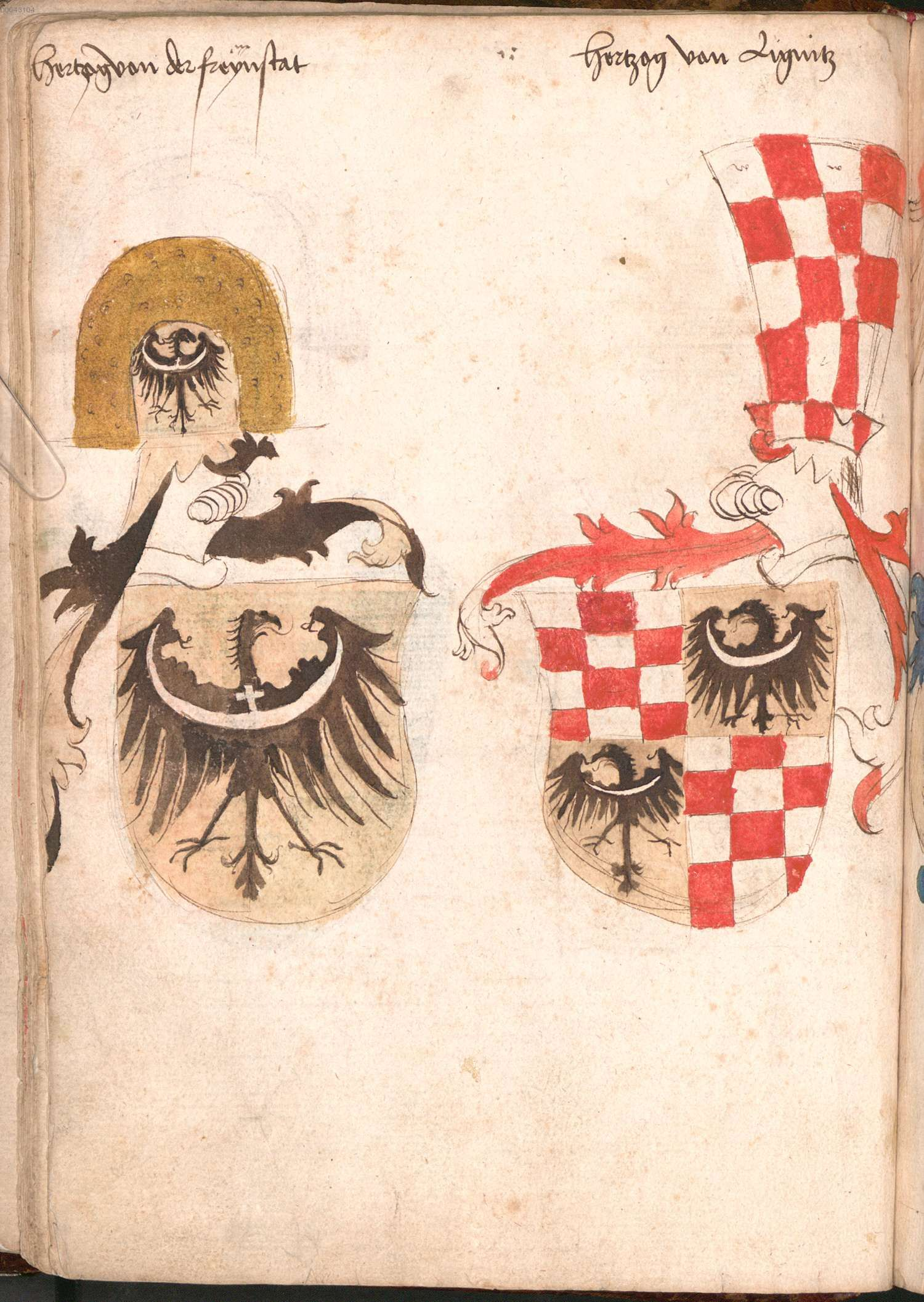
Les armoiries des ducs de Liegnitz (à droite) dans le Wernigeroder Wappenbuch, vers 1475–1500

Boleslas III le Prodigue, fils aîné d'Henri V, peut prendre le pouvoir à la mort du roi Venceslas en 1305. En 1311, il a dû rendre le duché de Wrocław à son frère Henri VI le Bon et, en 1315, a demandé la protection du roi Jean de Bohême, son beau-frère de la maison de Luxembourg. Après son frère cadet Ladislas de Legnica vend au roi ses droits sur Liegnitz, il est contraint de rendre un hommage de vassalité à Jean le 9 mai 1329. 
Les descendants de Boleslas III gouvernèrent le duché de Liegnitz comme vassaux des rois de Bohême jusqu'à la mort du duc Venceslas II de Legnica en 1419. Il n'a pas laissé de postérité et ses domains sont passés à ses cousins, les ducs silésiens de Brzeg. Cette succession a cependant suscité l'opposition du roi Sigismond de Luxembourg, qui demandait le retour au royaume de Bohême. Le différend n'a été résolu qu'en 1469, avec l'attribution de Liegnitz au duc Frédéric Ier. Son fils et successeur, Frédéric II pouvait acquérir, une fois de plus, Brzeg en 1520 et aussi le territoire de Wołów trois ans plus tard.
En 1526, l'archiduc Ferdinand d'Autriche de la maison de Habsbourg, frère cadet de l'empereur Charles Quint, est élu roi de Bohême. Il ajouta les pays de la couronne de Bohême, avec les duchés de Silésie, à la monarchie de Habsbourg. Néanmoins, en 1537 le duc Frédéric II de Liegnitz a conclu un pacte successoral avec le margrave Joachim II Hector de Brandebourg, de la maison de Hohenzollern. Le contrat a été déclaré nul et non avenu par le roi Ferdinand; il était cependant un prétexte pour déclarer les guerres de Silésie deux cents ans plus tard. 
Conformément aux dispositions des traités de Westphalie concluent la guerre de Trente Ans en 1648, les duchés silésiens sont exclues de la Contre-Réforme dans les pays des Habsbourg. Alors que la branche de la dynastie Piast est éteinte, la mort du dernier duc Georges Guillaume de Legnica en 1675 laisse le duché sans souverain. Les territoires de Liegnitz et Brieg reviennent à la couronne de Bohême qui les conserve jusqu'à la première guerre de Silésie, quand ils sont occupés en 1740 puis annexés par le royaume de Prusse aux termes du Traite de Breslau en 1742.